# اچ‌ام‌اس لورینگ (کی۵۶۵)
اچ‌ام‌اس لورینگ (کی۵۶۵) (به انگلیسی: HMS Loring (K565)) یک کشتی بود که طول آن ۲۸۹٫۵ فوت (۸۸٫۲ متر) بود. این کشتی در سال ۱۹۴۳ ساخته شد.